# Max de Jong (dichter)
Max Jelle de Jong (Wageningen, 25 december 1917 – Amsterdam, 10 juni 1951) was een Nederlands dichter en essayist.

## Biografie
De Jong studeerde Nederlandse taal- en letterkunde in Utrecht, waar hij tot de vrienden en kennissen van Theo van Baaren, Gertrude Pape, Ad den Besten, Louis Lehmann en Leo Vroman behoorde. Hij werkte mee aan de literaire tijdschriften Groot Nederland, waarin hij in 1938 als dichter debuteerde, De Gemeenschap en De Schoone Zakdoek. Na de Tweede Wereldoorlog was hij o.a. bevriend met uitgever Geert van Oorschot. In 1947 publiceerde Van Oorschot het gedicht Heet van de naald van Max de Jong. In zijn postuum verschenen Dagboek beschreef hij talrijke schrijvers, onder wie Willem Frederik Hermans, Adriaan Morriën en Gerard Reve. Na zijn vroege dood is veel van zijn werk illegaal gepubliceerd. 
In 2000 verscheen bij uitgeverij Bas Lubberhuizen Altijd het tinnef om je heen, een biografie van De Jong, geschreven door neerlandicus Nico Keuning (1952). Het boek schetst 'het moeizaam óndergaan' van een compromisloos romanticus tegen de achtergrond van het literaire leven in Nederland van na de oorlog.
Het Max de Jong Genootschap onder voorzitterschap van Bob Polak wijdt zich sinds 2018 aan het leven en werk van de dichter-schrijver.

## Werk (selectie)
- 'De processie', in: De Gemeenschap. Jaargang 14 (1938)[4]
- 'Neel', in: Groot Nederland (1939)[5]
- 'Fragmenten', in: De Schoone Zakdoek (nummer 29-30, augustus-september 1943)
- Plaquette. Zes gedichten (Huib van Krimpen), 1944
- Communisme en intellect. I. De autonomie der cultuur. II. Gide's falen (Uitgave in eigen beheer), 1945
- Heet van de naald (G.A. van Oorschot), 1947. Tweede druk 1974, derde druk 1982, vierde druk 2014, vijfde druk 2022, zesde druk 2022

Postuum:
- Muggen en zwanen. Gedichten (De Boekvink, De Arbeiderspers), 1955 (Bezorgd door Hans van Straten en Hans Rooduijn).
- Essays in zakformaat (Fortis Age reeks, Fortis Age), 1982, 195 p.[6]
- Damesportret van Rossetti (Ser J.L. Prop), 1983
- De knobbelzwaan. Nagelaten gedichten, 1985[3]
- Aan zee (Lange Vinger Pers), 1983
- De berg heeft een muis gebaard. Aforismen (De Donderbus), 1984
- Droomrit (De Netelroos), 1984
- Prima ballerina (Ser J.L. Prop), 1985
- Gevonden gedichten (De Scheve Schaats), 1985 (Bezorgd door Nico Keuning)
- Pleidooi voor Bilderdijk (Dispuut Willem Bilderdijk), 1986
- Dagboek, 1990 (vier delen; roofdruk)
- Verzen uit V.V., 1990 (gedichten)
- Het moeizaam òndergaan (Nijenbeek Pers), 1993 (Ingeleid door Hans Rooduijn)
- Ik ben een echt genie. De briefwisseling van Max de Jong en Hans van Straten, 2014 (Bezorgd en ingeleid door Kathinka Stel)
- Dagboek (Uitgeverij Van Oorschot), 2016 (Bezorgd door Marsha Keja)
- Dansen volgens Max de Jong (Stichting Polak & Van der Kamp), 2020 (Ingeleid door Bob Polak)
- Aforismen (Statenhofpers), 2021 (Verzameld en ingeleid door Bob Polak)
- Verzamelde gedichten (Statenhofpers), 2022 (bezorgd door Bob Polak)

## Bron
- Calis, Piet, Het ondergronds verwachten. Schrijvers en tijdschriften tussen 1941 en 1945 (Meulenhoff), 1989 (op DBNL)